# Daniel (cantante brasiliano)
Daniel, pseudonimo di José Daniel Camillo (Brotas, 9 settembre 1968), è un cantante e attore brasiliano.

## Biografia
Originariamente metà del duo sertanejo João Paulo & Daniel, che si costituì già alla metà degli anni 80 per poi riscuotere grande successo nei primi anni Novanta (5 milioni di dischi venduti nel mondo), ha intrapreso la carriera da solista nel 1998, subito dopo la morte del partner artistico. Il suo secondo album eponimo, uscito nel 2016, gli ha permesso di vincere il Latin Grammy l'anno successivo. Un altro Latin Grammy l'ha ottenuto nella categoria della musica sertaneja. A tutt'oggi ha venduto complessivamente 13 milioni di album in tutto il mondo.
Nel 2014 si è cimentato in una cover di Meu Mundo E Nada Mais, primo successo di Guilherme Arantes, presente insieme a Daniel nel videoclip abbinato alla canzone.
Nel 2020 ha inciso il brano Você não vai me encontrar, scritto da Luis Fonsi e abbinato a un videoclip girato a Firenze. L'anno seguente ha duettato con Jon Secada in Angel.
Come attore ha preso parte alla telenovela Paraiso e ad alcuni film, tra cui O Menino da Porteira, dove ha svolto il ruolo principale.
Nel 2014 ha pubblicato un'autobiografia, Minha Estrada.

## Vita privata
Ha tre figlie, Lara, Luiza, Olivia. È cattolico osservante e accanito tifoso del São Paulo FC.

## Curiosità
- Nel 2016 è stato uno dei tedofori alle Olimpiadi di Rio de Janeiro, percorrendo 200 metri dell'Avenida Brasil di San Paolo.

## Doppia discografia

### Album in studio
- 1985 - Amor Sempre Amor
- 1987 - Planeta Coração
- 1989 - João Paulo & Daniel Vol. 3
- 1992 - João Paulo & Daniel Vol. 4
- 1993 - João Paulo & Daniel Vol. 5
- 1995 - João Paulo & Daniel Vol. 6
- 1996 - João Paulo & Daniel Vol. 7
- 1997 - João Paulo & Daniel Vol. 8

### Album live
- 1997 - Ao Vivo

## Discografia da solista

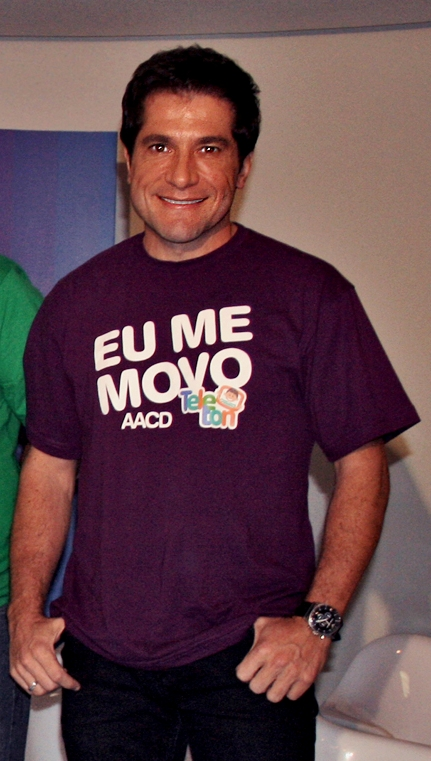
Daniel nel 2009

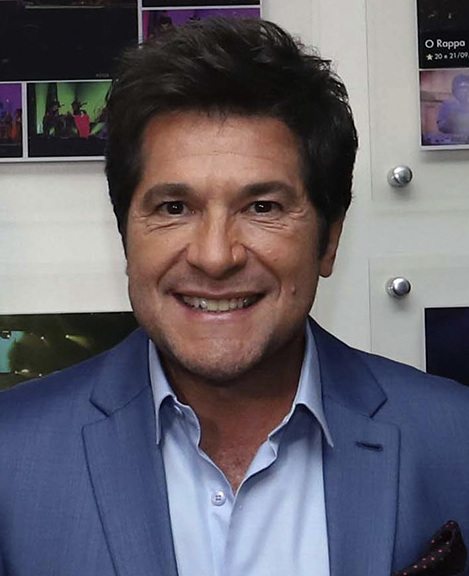
Daniel nel 2018

### Album in studio
- 1998 - Daniel
- 1999 - Vou Levando a Vida
- 2000 - Meu Reino Encantado
- 2000 - Quando o Coração Se Apaixona
- 2001 - Daniel en Español
- 2002 - Um Homem Apaixonado
- 2003 - Meu Reino Encantado II
- 2004 - Em Qualquer Lugar do Mundo
- 2005 - Meu Reino Encantado III
- 2006 - Amor Absoluto
- 2008 - Difícil Não Falar de Amor
- 2011 - Pra Ser Feliz
- 2016 - Daniel
- 2022 - Meu Reino Encantado: De Pai pra Filho
- 2023 - Duas Vozes

### Colonne sonore
- 2009 – As Músicas do Filme "O Menino da Porteira"

### Album live
- 2001 - Ao Vivo
- 2003 - 20 Anos de Carreira: Ao Vivo
- 2005 - Te Amo Cada Vez Mais: Ao Vivo
- 2010 - Raízes
- 2013 - 30 Anos: O Musical
- 2015 - In Concert em Brotas
- 2019 - Show Homenagem a Nossa Senhora Aparecida
- 2023 - 40 Anos: Celebra João Paulo & Daniel

### EP
- 2014 - 30 Anos: O Musical
- 2021 - Daniel em Casa

### Compilation
- 2001 - Todo Amor de Daniel
- 2002 - Momentos Mágicos
- 2003 - Grandes Sucessos
- 2004 - Meu Reino Encantado - A Coleção
- 2006 - Warner 30 Anos
- 2006 - Warner 30 Anos - Meu Reino Encantado
- 2007 - Nova Série
- 2007 - Nova Série - Meu Reino Encantado
- 2007 - O Melhor do Bailão do Daniel
- 2007 - O Melhor do Bailão Romântico do Daniel
- 2007 - Em Foco
- 2010 - Para Sempre Meu Reino
- 2010 - Declaração de Amor, Vol. 1
- 2010 - Declaração de Amor, Vol. 2

### Singoli
- 1998 - Declaração de Amor
- 2014 - Meu Mundo E Nada Mais
- 2019 - Casava de Novo
- 2019 - Além da Vida
- 2020 - Você Não Vai Me Encontrar
- 2020 - Tudo na Vida Passa
- 2020 - Eu Não Te Amo
- 2020 - Te Trago à Tona
- 2021 - Amei Uma Vez Só
- 2021 - Angel (con Jon Secada)

## Libri
- Minha Estrada (2014)